# Baboszewo (village)
Pour les articles homonymes, voir Baboszewo.
Baboszewo (prononciation : [babɔˈʂɛvɔ]) est un village polonais de la gmina de Baboszewo dans le powiat de Płońsk de la voïvodie de Mazovie dans le centre-est de la Pologne.
Le village est le siège administratif (chef-lieu) de la gmina appelée gmina de Baboszewo.
Il se situe à environ 10 km au nord-ouest de Płońsk (siège du powiat) et à 72 km au nord-ouest de Varsovie (capitale de la Pologne).
Le village compte approximativement une population de 1 800 habitants en 2006.

## Histoire
De 1975 à 1998, le village appartenait administrativement à la voïvodie de Ciechanów.